# Cyprinodon alvarezi
Cyprinodon alvarezi är en fiskart som beskrevs av Miller, 1976. Cyprinodon alvarezi ingår i släktet Cyprinodon och familjen Cyprinodontidae. Inga underarter finns listade i Catalogue of Life.